# متحدون ضد إيران النووية
متحدون ضد إيران النووية (بالفارسية: اتحاد علیه ایران هسته ای) (بالإنجليزية: United Against Nuclear Iran)‏ باختصار (UANI) هي منظمة غير حزبية غير ربحية في الولايات المتحدة تسعى إلى «منع إيران من تحقيق طموحها لتصبح قوة عظمى إقليمية تمتلك أسلحة نووية». وإلى جانب حملات الدعوة الأخرى، تقود المنظمة جهودا للضغط على الشركات لوقف ممارسة الأعمال التجارية مع إيران كوسيلة لوقف البرنامج النووي للحكومة الإيرانية وتطورها المزعوم للأسلحة النووية.
في عام 2014، تدخلت وزارة العدل الأمريكية في دعوى خاصة رفعت ضد هذه المنظمة وطلبت فصلها على أساس أن التقاضي المستمر للقضية من شأنه أن يعرض الأمن القومي الأمريكي للخطر. وتمت الموافقة على اقتراح الحكومة من قبل قاض اتحادي في عام 2015، مما يمثل توسعا نادرا في امتياز أسرار الدولة في دعاوى مدنية خاصة لم تكن الحكومة طرفا فيها.

## قيادة
الرئيس التنفيذي لمنظمة UANI هو مارك والاس، الذي شغل سابقا منصب سفير الولايات المتحدة لدى الأمم المتحدة، ممثل إدارة الأمم المتحدة والإصلاح. يشغل السيناتور السابق للولايات المتحدة من كونيتيكت جو ليبرمان منصب رئيس المنظمة.
وكان السفيران ريتشارد هولبروك ودينيس روس المؤسسين والرئيسين المشاركين الأصليين للمنظمة قبل تعيينهما في مناصب في إدارة أوباما. ديفيد إبسن هو المدير التنفيذي.
وفي مايو 2012، شكلت ياني شراكة عابرة للأطلسي لمنع إيران المسلحة نوويا (بزعمهم) مع معهد الحوار الاستراتيجي، وهو مركز أبحاث مقره لندن. يذكر أن أغسطس هانينج الرئيس السابق دائرة الإستخبارات الاتحادية الألمانية هو مستشار كبير للمبادرة.

### المجلس الاستشاري
يتم قيادة المنظمة من قبل المجلس الاستشاري يشمل:
- غاري سمور- الرئيس السابق للمنظمة، المنسق السابق للبيت الأبيض لمكافحة التسلح وإرهاب أسلحة الدمار الشامل (ترك UANI لصالح خطة العمل الشاملة المشتركة في أغسطس 2015).
- دينيس روس - المؤسس المشارك لمنظمة UANI ومساعد خاص سابق للرئيس أوباما ومدير أول لمنطقة آسيا الوسطى، مجلس الأمن القومي الأمريكي.
- جون بولتون - السفير الأمريكي السابق لدى الأمم المتحدة.
- جوليو تيرزي - وزير خارجية إيطاليا السابق.
- رادوسلاو سيكورسكي - وزير خارجية بولندا السابق.
- أغسطس هانينغ - المدير السابق لدائرة الإستخبارات الاتحادية الألمانية.
- تامير باردو - المدير السابق للموساد، دولة إسرائيل.
- سير غرايم لامب - المدير السابق للقوات الخاصة البريطانية وقائد الجيش الميداني البريطاني.
- أولي هاينونين - نائب المدير العام السابق للوكالة الدولية للطاقة الذرية.
- والتر راسل ميد - كبير الزملاء للسياسة الخارجية الأمريكية في مجلس العلاقات الخارجية لهنري أ. كيسنجر.
- إيروين كوتلر - عضو البرلمان الكندي الذي كان يعمل سابقا كوزير العدل والمدعي العام؛ المحامي البارز لحقوق الإنسان.
- هنري سوكولسكي - المدير التنفيذي لمركز تعليم سياسات منع انتشار الأسلحة النووية.
- غاري ميلهولين - مدير مشروع ويسكونسن المعني بتحديد الأسلحة النووية.
- فرانسيس تاونسند - مستشار الأمن الداخلي السابق للرئيس الأمريكي جورج ووكر بوش.
- غراهام أليسون - عالم سياسي أمريكي وأستاذ في جامعة هارفارد.

#### أعضاء المجلس السابقين
- فؤاد عجمي - أستاذ ومدير دراسات الشرق الأوسط في جامعة جونز هوبكنز.
- مير داغان - المدير السابق للموساد (2002-2011).

## تمويل
كبار المانحين لUANI هو زوج من الثقة المرتبطة مع الملياردير توماس كابلان، وهي مؤسسة عائلية تديرها المتبرع الجمهوري الضخم شيلدون أديلسون وزوجته مريم. وشكل التمويل المرتبط بكابلان وأديلسون معا أكثر من ثلاثة أرباع إجمالي إيرادات المجموعة البالغة 1.7 مليون دولار للسنة الضريبية 2013.

## حملات الشركات
تدير "UANI " السجل التجاري الإيراني (IBR)، «وهي قاعدة بيانات تشغيلية لوسائل الإعلام المرموقة والتقارير الأكاديمية للشركات الدولية التي تعمل في إيران». وتشجع "UANI " المواطنين على استخدام IBR لزيادة الوعي بالمنتجات، والتخلي من الشراء، والاتصال بالشركات التجارية، فضلا عن المسؤولين المنتخبين. كما يدعو الشركات إلى التوقيع على إعلان لإثبات أن شركتها لا تتعامل مع إيران. يتم إدراج أكثر من 500 شركة في صفحة UANI's IBR.

### جنرال إلكتريك
في سبتمبر 2009، وقعت جنرال إلكتريك (GE) على «إعلان تجارة إيران» ل"UANI " بعدم التعامل مع إيران.

### شركة هانتسمان
في يناير 2010، قالت الشركة الكيميائية الأمريكية هانتسمان أنها ستوقف المبيعات في إيران بعد أن تعرضت لضغوط من منظمة متحدون ضد إيران النووية. وأفادت "UANI" أن إحدى الشركات التابعة لشركة «هانتسمان» كانت تبيع البولي يوريثان في إيران، وهي مادة مزدوجة الاستخدام يمكن أن تستخدمها شركة "UANI" في تطوير وقود الصواريخ الصلبة. وقال هانتسمان في بيان له «إن حجم الأعمال الصغيرة هناك لا يبرر مخاطر السمعة المرتبطة حاليا بمزاولة الأعمال مع الكيانات الموجودة في إيران بسبب تزايد القلق الدولي بشأن سياسات النظام الحالي».

### كاتربيلر
ردا على حملة ضغط "UANI"، توقفت الشركة المصنعة للمعدات الثقيلة «كاتربيلر» عن أعمالها من خلال شركاتها التابعة غير الأمريكية. وكجزء من الحملة، أقامت "UANI" لوحة على جانب الطريق بالقرب من مقر الشركة في بيوريا، إلينوي، والتي صورت حفار كاتربيلار جنبا إلى جنب مع صورة محمود أحمدي نجاد مع شعار «عمل اليوم، إيران النووية الغد».
سعت إاني إلى ربط أنشطة شركة كاتربيلر الفرعية المملوكة بالكامل لشركة «لوفات» الكندية، وهي الشركة المصنعة لآلات حفر الأنفاق، ببناء الأنفاق المزعوم في إيران لإخفاء وحماية منشآتها النووية. بالإضافة إلى ذلك، كانت الشركة الإيرانية آريا ماشينري، التي قامت بتسويق نفسها على موقعها على الإنترنت كموزع حصري في إيران لآلات كاتربيلر، تشتري معدات كاتربيلار من شركة تابعة لشركة كاتربيلار في أوروبا.

### انجرسول راند
في مارس 2010، نجحت "UANI" أيضا في الضغط على شركة «إنجرسول راند» الصناعية الأمريكية لوقف ممارسة الأعمال التجارية في إيران. وفي رسالة إلى «المتحدة ضد إيران النووية»، قال مايكل لاماش، الرئيس التنفيذي لشركة «إنجرسول راند»، إن الشركة ستعمل على الفور على أن تأمر الشركات التابعة الأجنبية بوقف أي تعامل مع إيران «في ضوء المخاوف الحقيقية والمتصاعدة بشأن نوايا النظام الحالي في إيران.» وكان الأمر يتعلق باستخدام ضواغط الهواء لشركة إنجرسول راند المستخدمة في المنشآت الصناعية التي تديرها شركة النفط الوطنية الإيرانية المملوكة للدولة.

### مدققي «الأربعة الكبار»
في مارس 2010، دعت UANI كيه بي إم جي، أحد المدققين العالميين «الأربع الكبرى»، إلى قطع علاقاتها مع بيات ريان، أحد كبار المحاسبين الإيرانيين. في أوائل أبريل 2010، أعلنت كيه بي إم جي أنها قطعت صلاتها مع شركتها العضو الإيرانية، مشيرة إلى «مخاوف خطيرة ومتصاعدة» بشأن سلوك الحكومة الإيرانية.
وفي مقابلة مع "UANI" في وقت لاحق من أبريل، قال اثنان من مدققي الحسابات الأربع الكبرى الآخرين، برايس وتر هاووس كوبرز وإرنست ويونغ، إنهما قطعا علاقاتهما في السنوات الأخيرة مع شركاتهما الأعضاء الإيرانية. وأعلن رئيس UANI مارك والاس أنه «اختراق» أن أي من الأربع الكبرى لم يستمر في العمل في إيران.

## حالة أسرار الدولة
في يوليو 2013، مالك السفن وملياردير اليوناني فيكتور ريستيس رفع دعوى قضائية ضد منظمة UANI للمطالبة بأن شركاته كانت «الرجال الأمامي لأنشطة غير مشروعة للنظام الإيراني». وفي سبتمبر من السنة التالية، قدمت حكومة الولايات المتحدة (التي ليست طرفا في القضية) طلبا يؤكد حقها في التدخل في الإجراءات وطلبت رفض شكوى ريستيس لأن «استمرار التقاضي سيعرض الكشف عن المخاطر» للمسائل الحساسة المتعلقة إلى الأمن القومي. وفي 23 مارس 2015، منحت المحكمة طلب الحكومة بالفصل. وأشار القاضي إدغاردو راموس إلى أربع قضايا سابقة رفضت فيها محكمة أمريكية دعوى قضائية على أساس أسرار الدولة عندما لم تكن القضية تتعلق مباشرة بالحكومة. ولكن هذه هي المرة الأولى في التاريخ التي لا تنطوي فيها القضية على الحكومة نفسها ولا على مقاول للدفاع في توظيفه.

## نظام تتبع السفن الإيرانية (MINERVA)
في يونيو 2013، أطلقت "UANI" شبكة الاستخبارات البحرية ونظام تحليل السفن المارقة (MINERVA). هذا النظام «يتتبع السفن الإيرانية ويحدد ويكشف عن جهود النظام الإيراني لنقل النفط والبضائع في التحايل على العقوبات الدولية». هذا النظام، الذي تم تعريفه في صحيفة نيويورك تايمز، يستخدم «الإرسالات الساتلية المتاحة للجمهور من المرسلات المستجيبة للسفن، بما في ذلك البيانات المتعلقة بالسرعة والهوية والاتجاه والمقصد، وربط المعلومات مع البيانات الملاحية الأخرى وخوارزميات الحاسوب». ثم ينشئ النظام «ملامح سلوك السفينة التي يمكن أن تحدد الأنشطة المشكوك فيها حتى لو تم إيقاف المرسلات المستجيبة مؤقتا». ووفقا ل"UANI"، فقد كشف النظام عن انتهاكات محتملة للعقوبات كانت قد قامت بها الجماعة بعد ذلك، مما أجبر الإيرانيين أو شركائهم على تغيير الخطط.

## تشريع
في أكتوبر 2009، عملت UANI بشكل وثيق مع الممثلين رون كلاين (D) وجون ميكا (R) من ولاية فلوريدا لتقديم قانون المساءلة عن خيارات الأعمال في إيران (ABC Iran Act) إلى مجلس النواب الأمريكي، والذي من شأنه أن يمنع الشركات التي تجري في إيران من الحصول على عقود الحكومة الأمريكية. وقد تم وضع التشريع لمنع شركاء الأعمال الإيرانيين مثل نوكيا وسيمنز من الحصول على عقود حكومية كبيرة وكذلك البنوك الأجنبية مثل كريدي سويس من الحصول على أموال الإنقاذ الفيدرالية. وقال المندوب كلين: «نحن بحاجة إلى إرسال رسالة قوية إلى الشركات بأننا لن نستمر في السماح لهم بتمكين الحكومة الإيرانية من الإستمرار في القيام بما كانت تفعله».

## حملات

### حملة فنادق
في الفترة التي سبقت انعقاد الجمعية العامة للأمم المتحدة في سبتمبر 2009، دعت UANI فنادق نيويورك وأماكنها إلى رفض استضافة الرئيس الإيراني محمود أحمدي نجاد. في حملة المقاطعة، نجحت UANI في الحصول على فندق هلمسلي، وقاعة جوثام، وإيسكس هاوس المملوكة من دبي بإلغاء الأحداث التي كان يريد أحمدي نجاد الحضور والتحدث فيها.
بالنسبة للجمعية العامة للأمم المتحدة في سبتمبر 2010، أعادت الجمعية إطلاق «حملة الفنادق» السنوية. ودعت سلسلة فنادق هيلتون إلى إلغاء خططها لاستضافة الرئيس أحمدي نجاد والوفد الإيراني في فندق هيلتون مانهاتن إيست.

### الحملات الإعلانية التلفزيونية لعام 2009
في يونيو 2009، بدأت UANI حملة إعلانية تلفزيونية. ودعا الإعلان الأول الذي يحمل عنوان «القبضة غير الملطفة» الولايات المتحدة إلى ممارسة ضغوط اقتصادية على إيران لمنعها من الحصول على أسلحة نووية. وفيما يتعلق بالتجارة، قال السفير والاس: «لقد عرض أوباما قبضة غير ملطفة، والآن يعود الأمر إلى الشعب الإيراني والنظام لتمديد يد مفتوحة متبادلة».
في 16 يونيو 2009، أصدرت UANI إعلانها التلفزيوني الثاني، «يد إيران المغلقة»، الذي كان من المقرر أن يتم بثه لعدة أسابيع. ينتقد الإعلان التجاري إيران ويدعو إلى العزلة الاقتصادية للبلاد.

### حملة 2016 في أوروبا
تم تأجيل منتدى دولي حول الفرص في صناعة الغاز الطبيعي الإيراني المقرر عقده في يونيو 2016 في برشلونة من قبل منظمها في ديسمبر. وأعلنت UANI مسؤوليتها عن الإلغاء.
في أغسطس 2016، أفادت وسائل الإعلام الفرنسية أن العديد من الشركات الفرنسية تلقت مؤخرا رسائل مخيفة من UANI مع تهديدات المقاطعة إذا واصلت البحث عن عمل في إيران. ندد الرئيس التنفيذي الفرنسي المجهول بأنه إستراتيجية محجبة من الحكومة الأمريكية للاستفادة من شركاتها في البلاد.

## نقد
وقال علي رضا مير يوسفى المتحدث باسم البعثة الدائمة الإيرانية لدى الامم المتحدة أن الحكومة الإيرانية تعتبر أن أنشطة UANI «عكسية ومتناقضة مع السياسة التي أعلنتها الإدارة الجديدة في مطلع عام 2009 والتي تهدف إلى التفاعل الدبلوماسي مع إيران». في مقابلة باللغة الفارسية في أغسطس 2013 مع أسبوعية آسمان، قال وزير الخارجية الإيراني محمد جواد ظريف: «أكبر اللوبي النشط ضد إيران هو» [منظمة] متحدون ضد إيران النووية"".
ساسان فايزمانيش، أستاذ فخري في الاقتصاد في جامعة كاليفورنيا الحكومية، دعا UANI منظمة المحافظين الجدد.
وذكر فايزمانيش أن إعلان الفيديو أنشأته "UANI" استخدم أخبارا كاذبة ومخلقة في الغالب لتشجيع رد فعل عاجل على تنبؤاتها المخيفة لإيران النووية. وظهر الفيديو موسيقى مشوقة، وصور مخيفة من محمود أحمدي نجاد، روح الله الخميني، الثورة الإيرانية وأزمة الرهائن، الغوغاء الذين يظهروا ويحرقون العلم الأمريكي، والسيارات المفخخة الضخمة من العراق ومظاهرات منظمة مجاهدي خلق الإيرانية ضد الحكومة الإيرانية، وكلها مختلطة بصور منشآت إيران النووية.